# Bisdom Zamość-Lubaczów

Bisdommen in Polen
27. Aartsbisdom Przemyśl
28. Bisdom Rzeszów
29. Bisdom Zamość-Lubaczów

Het bisdom Zamość-Lubaczów (Latijn: Dioecesis Zamosciensis-Lubaczoviensis, Pools: Diecezja Zamojsko-Lubaczowska) is een in Polen gelegen rooms-katholiek bisdom met zetel in de stad Zamość. Het bisdom behoort tot de kerkprovincie Przemyśl, en is samen met het bisdom Rzeszów suffragaan aan het aartsbisdom Przemyśl.

## Geschiedenis
In 1991 werd door paus Johannes Paulus II de apostolische administratie Lubaczów opgericht uit voormalige gebiedsdelen van het Oekraïense aartsbisdom Lviv. Op 25 maart 1992 werd de administratie met de apostolische constitutie "Totus Tuus Poloniae populus" door paus Johannes Paulus II verheven tot bisdom met de naam Zamość-Lubaczów.

## Bisschoppen van Rzeszów
- 1992–2006 Jan Śrutwa
- 2006–2011 Wacław Depo
- sinds 2012 Marian Rojek

### Hulpbisschoppen
- sinds 1998 Mariusz Leszczyński

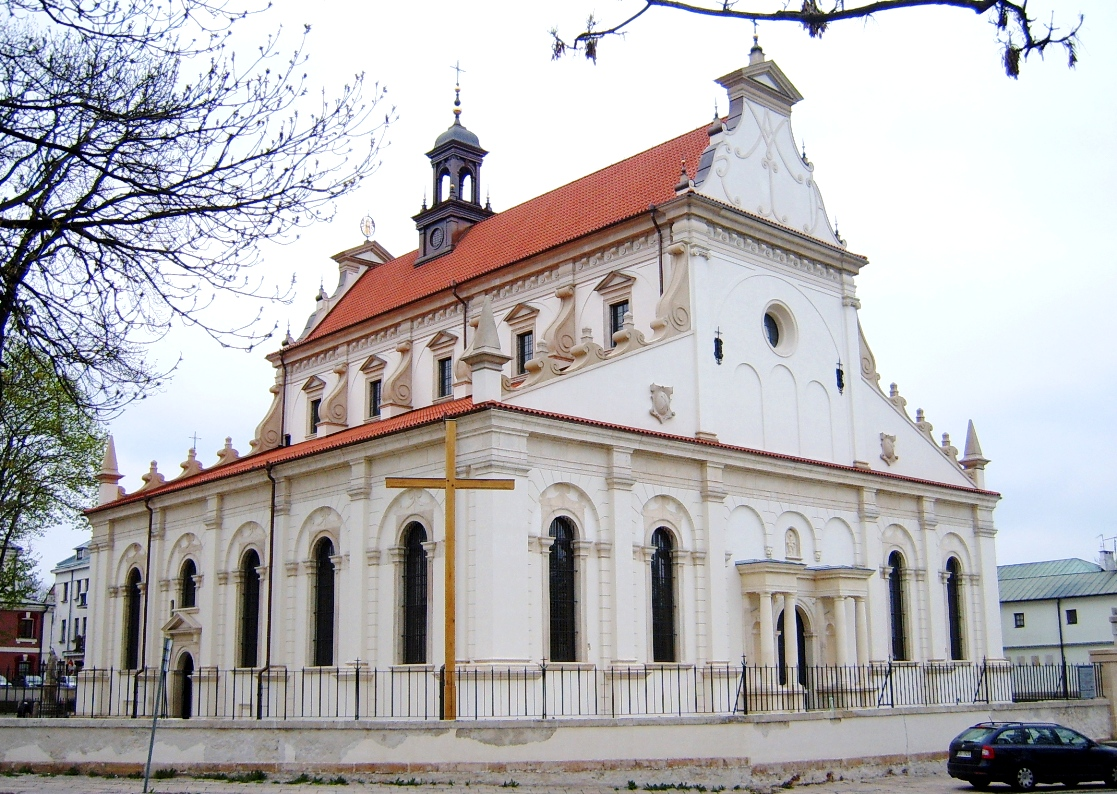
Kathedraal van Zamość